# Kemelho Nguena
Kemehlo Nguena, né le 10 juillet 2000 à Sevran, est un footballeur français qui occupe le poste de milieu offensif  au FK Auda en Lettonie.

## Biographie

### En club
Formé dans différents clubs de Seine-Saint-Denis, il rejoint l'ESTAC Troyes en 2019.

#### ESTAC Troyes
Il évolue d'abord avec les U19 Nationaux ou avec l'équipe réserve en National 3. Le 17 octobre 2020, il dispute les cinq dernières minutes de la rencontre contre le Rodez AF (victoire 1-0). Un mois plus tard il signe son premier contrat professionnel d'une durée d'un an. Il est sacré champion de Ligue 2 en fin de saison.

#### Slavia Sofia (2021-2023)
Libre de tout contrat, il rejoint le Slavia Sofia en août 2021. Il fait ses débuts le 11 septembre 2021 contre le CSKA Sofia (1-1) et est exclu après deux cartons jaunes.

#### Riga FC (depuis 2023)
Kemehlo Nguena s'engage avec le Riga FC le six janvier 2023 en tant qu'agent libre. Le jeune français découvre donc un nouveau club ainsi qu'un nouveau championnat, celui de Lettonie.
Il joue son premier match sous ses nouvelles couleurs le 12 mars 2023 en entrant à la 74e minute de jeu contre le FK Jelgava (1ère journée). Le joueur reçoit également son premier carton jaune à l'occasion de cette première apparition.
Nguena inscrit son premier but avec le RFC à la 90e minute d'un match comptant pour la quatrième journée de championnat contre le FK Auda sur une passe décisive d'Aboubakar Karamoko. Son équipe s'impose deux buts à zéro.
Nguena s'impose rapidement et prend part à la plupart des rencontres de son équipe en étant remplaçant ou titulaire.

## Palmarès
ESTAC Troyes
- Championnat de France D2 (1) :
  - Champion : 2020-21.